# Kybos salicis
Kybos salicis är en insektsart som först beskrevs av Wheeler 1937.  Kybos salicis ingår i släktet Kybos och familjen dvärgstritar. Inga underarter finns listade i Catalogue of Life.